# Любовь по рецепту и без
«Любовь по рецепту и без» — фильм выпущенный в 2014 году, снятый режиссёрами Джоффи Муром и Дэвидом Посаментиром.

## Сюжет фильма
Даг Варни обычный фармацевт и подкаблучник. Всю жизнь окружающие пользовались его мягким характером. Но однажды произошла встреча, которая изменила всё. Он встретил женщину - Элизабет, она яркая, сексуальная, а её девиз: «Жить нужно в кайф!». Она показала Дагу то, что вся его жизнь сера и уныла, а ключ к счастью лежит у него перед носом. Стоит лишь протянуть руку. С этого момента Дага не узнать. Теперь он уверен в себе, женщины без ума от него в постели, а в спорте ему нет равных. Но увлекшись своей новой жизнью, он заходит слишком далеко, а, как известно, за все в жизни приходится платить.

## В ролях
- Сэм Рокуэлл — Даг Варни
- Оливия Уайлд — Элизабет Робертс
- Мишель Монахэн — Кара Варни
- Рэй Лиотта — Джек Робертс

## Интересные факты
- Изначально роль "Элизабет Робертс" предназначалась Джениффер Гарнер.
- Рассказчика за кадром исполнила Джейн Фонда.
- Дага Варни должен был сыграть Джереми Реннер, но из-за плотного графика вынужден был отказаться.